# برنامه بازنشستگی
برنامه بازنشستگی (به انگلیسی: The Retirement Plan) یک فیلم کمدی، اکشن و جنایی آمریکایی به کارگردانی و نویسندگی تیم براون با بازی نیکلاس کیج، ران پرلمن و اشلی گرین که قرار است در سال ۲۰۲۳ منتشر شود.

## داستان
در برنامه بازنشستگی، زمانی که اشلی (اشلی گرین) و دختر جوانش سارا (تالیا کمپبل) در یک کار جنایی که زندگی آنها را به خطر می‌اندازد گرفتار می‌شوند، او به تنها کسی که می‌تواند کمک بگیرد - پدرش مت (نیکلاس کیج) - متوسل می‌شود، ولی او که در حال حاضر زندگی یک ادم بازنشسته در جزایر کیمن می‌باشد. از آنجایی که اشلی، سارا و مت در شبکه‌ای به‌طور فزاینده‌ای خطرناک درگیر می‌شوند، اشلی به سرعت متوجه می‌شود که پدرش گذشته‌ای مخفی داشته‌است که او هیچ چیز در مورد آن نمی‌دانست و پدرش چیزی بیش از آنچه به چشم می‌آید وجود دارد.

## تولید
این فیلم در سال ۲۰۲۱ در جزایر کیمن فیلمبرداری شد.